# Philippe Clement
Philippe Clement (Antuérpia, 22 de março de 1974) é um treinador e ex-futebolista belga que atuava como zagueiro ou volante. Atualmente, está sem clube.

## Carreira
Como jogador, atuou entre 1992 e 2011. Foi revelado no Beerschot, clube atualmente extinto, e depois passou por Genk, Coventry City, Brugge e Germinal Beerschot. Apesar de bastante alto, com 1,91 m de altura, Clement era um jogador versátil que podia atuar como zagueiro ou volante. Representou a Seleção Belga entre 1998 e 2007, tendo disputado a Copa do Mundo FIFA de 1998 e a Euro 2000.
Já como treinador, iniciou a carreira em 2017, no modesto Waasland-Beveren. Posteriormente comandou o Genk e o Brugge, entre 2017 e 2021, onde conquistou títulos e ganhou destaque na Bélgica. Em janeiro de 2022, após a demissão de Niko Kovač, Clement foi anunciado como novo técnico do Monaco.

## Títulos

### Como jogador
Genk
- Copa da Bélgica: 1997–98

Brugge
- Copa da Bélgica: 2001–02, 2003–04 e 2006–07
- Supercopa da Bélgica: 2002, 2003, 2004 e 2005
- Jupiler Pro League: 2002–03 e 2004–05

### Como treinador
Genk
- Jupiler Pro League: 2018–19

Brugge
- Jupiler Pro League: 2019–20 e 2020–21
- Supercopa da Bélgica: 2021

Rangers
- Copa da Liga Escocesa: 2023–24

### Prêmios individuais
- Treinador belga da temporada: 2018–19
- Prêmio Raymond Goethals: 2018 e 2019
- Melhor treinador belga do ano: 2019 e 2020